# Agkistrognathus campbelli
L'anchistrognato (Agkistrognathus campbelli) è un rettile acquatico estinto, appartenente ai talattosauri. Visse nel Triassico inferiore (Olenekiano, circa 248-245 milioni di anni fa) e i suoi resti fossili sono stati ritrovati in Canada (Columbia Britannica).

## Descrizione
Gli unici fossili rinvenuti di questo animale consistono in un cranio disarticolato, che quindi non permette una ricostruzione adeguata ma è comunque sufficientemente distinto da quello degli altri talattosauri da giustificare la creazione di un nuovo genere. Agkistrognathus era dotato di un cranio relativamente corto, con una mandibola insolitamente alta (la più profonda di tutti i talattosauri); i denti nella parte anteriore della mandibola erano grossi, conici e sporgenti, come in molti altri talattosauri evoluti; erano invece assenti i denti tondeggianti, presenti in forme come Thalattosaurus, Paralonectes e Clarazia. La mandibola era dotata di un'insolita caratteristica: al termine di essa era presente una protuberanza uncinata, rivolta in avanti. 

## Classificazione
Gli scarsi resti fossili di Agkistrognathus provengono dalla Sulphur Mountain Formation nella Columbia Britannica (Canada), dove sono stati ritrovati altri resti di talattosauri come Thalattosaurus e Paralonectes, e sono stati descritti per la prima volta nel 1993. Agkistrognathus sembrerebbe essere stato una forma specializzata all'interno del gruppo, ed è possibile che fosse imparentato con l'enigmatica Hescheleria, anch'essa dotata di una protuberanza ossea sulla mandibola (anche se orientata diversamente). D'altra parte, la mancanza di denti globosi specializzati indicherebbe che questo animale potrebbe essere stato il membro più basale della famiglia dei talattosauridi. Il nome deriva dal greco agkistros ("uncino") e gnathos ("mascella"), con evidente riferimento alla struttura uncinata.

## Paleoecologia
Come tutti i talattosauri, anche Agkistrognathus doveva possedere un corpo snello e una coda lunga e appiattita, utile per muoversi nell'ambiente acquatico. Non è chiaro quale fosse il modo di nutrizione di questo animale, ma di certo i forti denti aguzzi lo denotano come un predatore. L'uncino mandibolare potrebbe essere stato utilizzato per aprire i gusci di animali di fondale.